# 千鳥観光汽船
株式会社千鳥観光汽船（ちどりかんこうきせん）は静岡県沼津市にある海運会社。沼津市内で遊覧船を運航しているほか、土産物店や飲食店、マリンアクティビティ施設を運営している。

## 概要
1866年（慶応2年）に創業、1949年2月に設立。沼津港と三津浜を拠点にした遊覧船の運航、および、沼津港や沼津港ひものセンターや千鳥海館といった土産物店や飲食店、大瀬崎でマリンアクティビティを行うちどりマリンサービスを運営している。
2021年、民事再生法を申請、10月25日付けで静岡地方裁判所沼津支部において再生手続きの開始が行われた。負債総額は約5億円で、新型コロナによる影響で業績が急激に悪化したためとされる。その後は、浜友観光（現浜友A.L.）がスポンサーとなって再建が進められ、2021年12月に浜友グループの子会社化されている。

## 運航路線
沼津港遊覧クルーズ、三津浜遊覧クルーズの他、不定期に沼津港と大瀬崎や戸田港を結ぶ路線を運航している。